# Elaphoglossum hassleri
Elaphoglossum hassleri är en träjonväxtart som beskrevs av Christ. Elaphoglossum hassleri ingår i släktet Elaphoglossum och familjen Dryopteridaceae. Inga underarter finns listade.